# Fəxralı
Fəxralı è un comune dell'Azerbaigian situato nel distretto di Goranboy. Conta una popolazione di 2 600 abitanti.